# Penthimia melanocephala
Penthimia melanocephala är en insektsart som beskrevs av Victor Ivanovitsch Motschulsky 1863. Penthimia melanocephala ingår i släktet Penthimia och familjen dvärgstritar. Inga underarter finns listade i Catalogue of Life.